# Nyíregyháza
Nyíregyháza é uma cidade e um condado urbano (megyei jogú város em húngaro) da Hungria. Nyíregyháza é a capital do condado de Szabolcs-Szatmár-Bereg.